# Barbara Hershey
Barbara Hershey (nacida Barbara Lynn Herzstein; Hollywood, 5 de febrero de 1948) es una actriz estadounidense. Con una trayectoria profesional de más de 50 años, ha desempeñado diversos papeles en la televisión y en el cine en varios géneros, entre los que se incluyen el wéstern y la comedia. Empezó a actuar a la edad de 17 años en 1965, pero no obtuvo mucho éxito hasta la segunda mitad de los años ochenta. Para entonces, el Chicago Tribune se refería a ella como «una de las mejores actrices de Estados Unidos».
Hershey ganó un Emmy y un Globo de Oro a la mejor actriz en una miniserie o telefilme por su papel en A Killing in a Small Town (1990). También ha recibido nominaciones al Globo de Oro a la mejor actriz de reparto por su papel como María Magdalena en La última tentación de Cristo (1988) de Martin Scorsese y por su papel en Retrato de una dama (1996) de Jane Campion. Por esta última película también fue nominada al Óscar a la mejor actriz de reparto y ganó el Premio de la Crítica Cinematográfica de Los Ángeles a la mejor actriz de reparto. Además, ha ganado dos premios a la mejor actriz en el Festival de Cannes por sus papeles en Shy People (1987) y A World Apart (1988). También actuó en la aclamada por la crítica Hannah y sus hermanas (1986), de Woody Allen, por la que fue nominada a los premios BAFTA a la mejor actriz de reparto y en el drama de Garry Marshall, Eternamente amigas (1988), y obtuvo una segunda nominación al BAFTA por Black Swan (2010) de Darren Aronofsky.
Consiguiendo una reputación a principios de su carrera como «hippie», Hershey experimentó un conflicto entre su vida personal y sus metas como actriz. Su carrera profesional sufrió un declive durante una relación de seis años con el actor David Carradine, con quien tuvo un hijo. Ella experimentó con un cambio de nombre artístico del que más tarde se arrepintió. Durante este tiempo, su vida personal fue altamente publicitada y ridiculizada. Su carrera como actriz no estuvo bien consolidada hasta que se separó de Carradine y cambió su nombre artístico por el de Hershey. Posteriormente, durante su carrera, empezó a mantener su vida privada.

## Filmografía

### Cine
| Año  | Título                                                        | Rol                             | Notas |
| ---- | ------------------------------------------------------------- | ------------------------------- | --- |
| 1968 | With Six You Get Eggroll                                      | Stacey Iverson                  | Debut cinematográfico |
| 1969 | Heaven with a Gun                                             | Leloopa                         | |
| 1969 | Last Summer                                                   | Sandy                           | |
| 1970 | The Liberation of L.B. Jones                                  | Nella Mundine                   | |
| 1970 | The Baby Maker                                                | Tish Gray                       | |
| 1971 | The Pursuit of Happiness                                      | Jane Kauffman                   | |
| 1972 | Dealing: Or the Berkeley-to-Boston Forty-Brick Lost-Bag Blues | Susan                           | |
| 1972 | Boxcar Bertha                                                 | Boxcar Bertha                   | |
| 1973 | Love Comes Quietly                                            | Angela                          | |
| 1974 | The Crazy World of Julius Vrooder                             | Zanni                           | |
| 1975 | Diamonds                                                      | Sally                           | |
| 1976 | The Last Hard Men                                             | Susan Burgade                   | |
| 1976 | Trial by Combat                                               | Marion Evans                    | |
| 1980 | The Stunt Man                                                 | Nina Franklin                   | |
| 1981 | Americana                                                     | Hija de Jess                    | |
| 1981 | Take This Job and Shove It                                    | J.M. Halstead                   | |
| 1982 | The Entity                                                    | Carla Moran                     | |
| 1983 | The Right Stuff                                               | Glennis Yeager                  | |
| 1984 | The Natural                                                   | Harriet Bird                    | |
| 1986 | Hannah and Her Sisters                                        | Lee                             | Nominada— Premio BAFTA a Mejor Actriz de Reparto Nominada — National Society of Film Critics Award fa Mejor Actriz de Reparto |
| 1986 | Hoosiers                                                      | Myra Fleener                    | |
| 1987 | Tin Men                                                       | Nora Tilley                     | |
| 1987 | Shy People                                                    | Ruth                            | Premio del Festival de Cannes a la Mejor Actriz Premio de Chicago Film Critics Association Award fa la Mejor Actriz |
| 1988 | A World Apart                                                 | Diana Roth                      | Premio del Festival de Cannes a la Mejor Actriz Nominada—Premio de National Society of Film Critics a la Mejor Actriz |
| 1988 | The Last Temptation of Christ                                 | María Magdalena                 | Nominada—Golden Globe Award a la Mejor Actriz de Reparto - Película |
| 1988 | Beaches                                                       | Hillary Whitney Essex           | |
| 1990 | Tune in Tomorrow                                              | Tía Julia                       | |
| 1991 | Paris Trout                                                   | Hanna Trout                     | Nominada—Primetime Emmy Award por Mejor Actriz en Miniserie o Película |
| 1991 | Defenseless                                                   | Thelma "T.K." Knudsen Katwuller | |
| 1992 | The Public Eye                                                | Kay Levitz                      | |
| 1993 | Falling Down                                                  | Elizabeth "Beth" Travino        | |
| 1993 | Swing Kids                                                    | Frau Müller                     | |
| 1993 | Splitting Heirs                                               | Duquesa Lucinda                 | |
| 1993 | A Dangerous Woman                                             | Frances                         | |
| 1995 | Last of the Dogmen                                            | Prof. Lillian Diane Sloan       | |
| 1996 | The Pallbearer                                                | Ruth Abernathy                  | |
| 1996 | The Portrait of a Lady                                        | Madame Serena Merle             | Los Angeles Film Critics Association Award a Mejor Actriz de Reparto National Society of Film Critics Award a Mejor Actriz de Reparto Nominada—Oscar a la Mejor Actriz de Reparto Nominada—Chicago Film Critics Association Award a la Mejor Actriz de Reparto Nominada—Golden Globe Award a la Mejor Actriz de Reparto – Película Nominada—New York Film Critics Circle Award a la Mejor Actriz de Reparto |
| 1998 | Frogs for Snakes                                              | Eva Santana                     | |
| 1998 | A Soldier's Daughter Never Cries                              | Marcella Willis                 | |
| 1999 | Breakfast of Champions                                        | Celia Hoover                    | |
| 1999 | Passion                                                       | Rose Grainger                   | |
| 1999 | Drowning on Dry Land                                          | Kate                            | |
| 2001 | Lantana                                                       | Dra. Valerie Somers             | |
| 2003 | 11:14                                                         | Norma                           | |
| 2004 | Riding the Bullet                                             | Jean Parker                     | |
| 2007 | The Bird Can't Fly                                            | Melody                          | |
| 2007 | Love Comes Lately                                             | Rosalie                         | |
| 2008 | Nick Nolte: No Exit                                           | Ella misma                      | Documental |
| 2008 | Uncross the Stars                                             | Hilda                           | |
| 2008 | Childless                                                     | Natalie                         | |
| 2009 | Albert Schweitzer                                             | Helene Schweitzer               | |
| 2010 | Black Swan                                                    | Erica Sayers / La Reina         | Nominada—BAFTA Award a la Mejor Actriz de Reparto Nominada—Screen Actors Guild Award a Mejor Performance en Grupo en Película |
| 2010 | Insidious                                                     | Lorraine Lambert                | |
| 2011 | Answers to Nothing                                            | Marilyn                         | |
| 2013 | Insidious: Chapter 2                                          | Lorraine Lambert                | |
| 2014 | Sister                                                        | Susan Presser                   | |
| 2016 | The 9th Life of Louis Drax                                    | Violet                          | |
| 2018 | Insidious: The Last Key                                       | Lorraine Lambert                | |
| 2021 | The Manor                                                     | Judith Albright                 | |
| 2022 | Nueve balas                                                   | Lacey                           | |
| 2023 | Insidious: The Red Door                                       | Lorraine Lambert                | |

### Películas para televisión
| Año  | Título                                           | Rol                | Notas |
| ---- | ------------------------------------------------ | ------------------ | --- |
| 1976 | Flood!                                           | Mary Cutler        | |
| 1977 | In the Glitter Palace                            | Ellen Lange        | |
| 1977 | Just a Little Inconvenience                      | Nikki Klausing     | |
| 1977 | Sunshine Christmas                               | Cody Blanks        | |
| 1979 | A Man Called Intrepid                            | Madelaine          | |
| 1980 | Angel on My Shoulder                             | Julie              | |
| 1982 | Twilight Theatre                                 | Varios             | |
| 1985 | My Wicked, Wicked Ways:The Legend of Errol Flynn | Lili Damita        | |
| 1986 | Passion Flower                                   | Julia Gaitland     | |
| 1990 | A Killing in a Small Town                        | Candy Morrison     | Golden Globe Award a la Mejor Actriz - Miniserie o Película para Televisión Primetime Emmy Award para Mejor Actriz en Miniserie o Película para Televisión |
| 1992 | Stay the Night                                   | Jimmie Sue Finger  | |
| 1993 | Abraham                                          | Sarah              | |
| 1998 | The Staircase                                    | Mother Madalyn     | Nominada—Satellite Award a Mejor Actriz - Miniserie o Película para Televisión                                                                             |
| 2003 | Hunger Point                                     | Marsha Hunger      | |
| 2003 | The Stranger Beside Me                           | Ann Rule           | |
| 2004 | Paradise                                         | Elizabeth Paradise | |
| 2008 | Anne of Green Gables: A New Beginning            | Older Anne Shirley | |
| 2012 | Left to Die                                      | Sandra Chase       | |

### Televisión
| Año       | Título                                 | Rol                           | Notas                                                                      |
| --------- | -------------------------------------- | ----------------------------- | -------------------------------------------------------------------------- |
| 1965–1966 | Gidget                                 | Ellen                         | 2 episodios                                                                |
| 1966      | Gidget                                 | Karen                         | Episodio: "Love and the Single Gidget"                                     |
| 1966      | The Farmer's Daughter                  | Lucy                          | 2 episodios                                                                |
| 1966      | Bob Hope Presents the Chrysler Theatre | Casey Holloway                | Episodio: "Holloway's Daughters"                                           |
| 1966–1967 | The Monroes                            | Kathy Monroe                  | Rol principal                                                              |
| 1967      | Daniel Boone                           | Dinah Hubbard                 | Episodio: "The King's Shilling"                                            |
| 1968      | Run for Your Life                      | Saro-Jane                     | Episodio: "Saro-Jane, You Never Whispered Again"                           |
| 1968      | The Invaders                           | Beth Ferguson                 | Episodio: "The Miracle"                                                    |
| 1968      | The High Chaparral                     | Moonfire                      | Episodio: "The Peacemaker"                                                 |
| 1970      | Insight                                | Judy                          | Episodio: "The Whole Damn Human Race and One More"                         |
| 1973      | Love Story                             | Farrell Edwards               | Episodio: "The Roller Coaster Stops Here"                                  |
| 1974      | Kung Fu                                | Nan Chi                       | 2 episodios                                                                |
| 1980      | From Here to Eternity                  | Karen Holmes                  | Episodio: "Pearl Harbor"                                                   |
| 1982      | American Playhouse                     | Lenore                        | Episodio: "Weekend"                                                        |
| 1983      | Faerie Tale Theatre                    | La empleada                   | Episodio: "The Nightingale"                                                |
| 1985      | Alfred Hitchcock Presents              | Jessie Dean                   | Episodio: "Wake Me When I'm Dead"                                          |
| 1993      | Return to Lonesome Dove                | Clara Allen                   | 3 episodios                                                                |
| 1999–2000 | Chicago Hope                           | Dr. Francesca Alberghetti     | Rol principal                                                              |
| 2002      | Daniel Deronda                         | Condesa Maria Alcharisi       | Episodio: "1.3"                                                            |
| 2004–2005 | The Mountain                           | Gennie Carver                 | Rol principal                                                              |
| 2010      | Agatha Christie's Poirot               | Caroline Hubbard              | Episodio: "Murder on the Orient Express"                                   |
| 2012–2016 | Once Upon a Time                       | Cora Mills/Reina de Corazones | Temporada 2, papel recurrente. Invitada en temporadas 1,4,5 (15 episodios) |
| 2014      | Once Upon a Time in Wonderland         | Cora Mills/Reina de Corazones | Episodio: "Heart of the Matter"                                            |
| 2016      | Damien                                 | Ann Rutledge                  | Rol principal                                                              |
| 2018      | The X-Files                            | Erika Price                   | 3 episodios                                                                |
| 2020      | Paradise Lost                          | Byrd Forsythe                 | Rol principal                                                              |

## Premios y reconocimientos
Premios Óscar
| Año  | Categoría               | Película            | Resultado |
| ---- | ----------------------- | ------------------- | --------- |
| 1997 | Mejor actriz de reparto | Retrato de una dama | Nominada  |

Premios Globo de Oro
| Año  | Categoría                            | Película                      | Resultado |
| ---- | ------------------------------------ | ----------------------------- | --------- |
| 1989 | Mejor actriz de reparto              | La última tentación de Cristo | Nominada  |
| 1990 | Mejor actriz - Miniserie o telefilme | A Killing in a Small Town     | Ganadora  |
| 1996 | Mejor actriz de reparto              | Retrato de una dama           | Nominada  |

Premios BAFTA
| Año  | Categoría               | Película              | Resultado |
| ---- | ----------------------- | --------------------- | --------- |
| 1986 | Mejor actriz de reparto | Hannah y sus hermanas | Nominada  |
| 2011 | Mejor actriz de reparto | Black Swan            | Nominada  |

Premios Emmy
| Año  | Categoría                            | Película                  | Resultado |
| ---- | ------------------------------------ | ------------------------- | --------- |
| 1990 | Mejor actriz - Miniserie o telefilme | A Killing in a Small Town | Ganadora  |

Premios SAG
| Año  | Categoría     | Película   | Resultado |
| ---- | ------------- | ---------- | --------- |
| 2010 | Mejor reparto | Black Swan | Nominada  |

Festival Internacional de Cine de Cannes
| Año  | Categoría    | Película      | Resultado |
| ---- | ------------ | ------------- | --------- |
| 1987 | Mejor actriz | Shy People    | Ganadora  |
| 1988 | Mejor actriz | A World Apart | Ganadora  |